# Art Bakeraitis
Arthur H. Bakeraitis, detto Art (Bay City, 19 febbraio 1925 – Auburn, 4 luglio 2014), è stato un cestista statunitense, professionista nella NBL.

## Carriera
Giocò una stagione nella NBL, disputando complessivamente 13 partite con 4,6 punti di media.